# Jaŭhen Hutarovič
Jaŭhen Eduardavič Hutarovič (in bielorusso Яўген Эдуардавіч Гутаровіч?; Minsk, 29 novembre 1983) è un ex ciclista su strada bielorusso, professionista dal 2007 al 2016, con caratteristiche di velocista, vincitore di una tappa alla Vuelta a España 2010.

## Carriera

### Esordi
Iniziò la carriera dilettantistica in Francia, nelle file dell'UV Aube. Con la stessa squadra, nel 2006, vinse diverse corse francesi inserite nel calendario dell'UCI Europe Tour. Al termine della stagione fu ventesimo nella classifica della Federciclismo francese. Debuttò come professionista nel 2007 con la Roubaix-Lille Métropole vincendo, in quella stagione, una tappa del Tour du Poitou-Charentes in volata.

### Française des Jeux
Nel 2008 fu ingaggiato dalla Française des Jeux e, per soddisfare il direttore della squadra francese Marc Madiot che voleva tenerlo sotto controllo, si trasferì a Pugey, non lontano dall'allenatore Frédéric Grappe, che risiedeva a Besançon. Nella sua prima stagione con il nuovo team, firmò quattro successi, tra cui il titolo di campione di Bielorussia; riuscì anche ad ottenere qualche piazzamento in frazioni di corse del calendario ProTour (Eneco Tour, Tour de Pologne) e due vittorie di tappa alla Vuelta a Burgos, con annessa classifica a punti.
Aprì il 2009 con due vittorie di tappa al Tour Méditerranéen, che gli permettono di aggiudicarsi anche qui la classifica a punti. In seguito partecipò per la prima volta alla Milano-Sanremo, che terminò centoquarantacinquesimo, e alla Paris-Roubaix, in cui fu ventiduesimo. Chiuse invece tredicesimo la Gand-Wevelgem. Forte di cinque vittorie nel primo semestre, tra cui nuovamente il titolo nazionale, fu scelto per correre il Tour de France. Riuscì a conquistare un terzo posto nell'undicesima tappa, poi un quinto alla ventunesima sugli Champs-Élysées. Terminò la corsa all'ultimo posto della classifica generale, centocinquantaseiesimo.
Nel 2010 si mise nuovamente in luce al Tour Méditerranéen, in cui vinse in volata la prima e la terza tappa, terminando la corsa al primo posto, per il secondo anno consecutivo, nella classifica a punti. La sua vittoria più importante arriva con la vittoria nella seconda tappa della Vuelta a España, nella quale batte in volata Mark Cavendish e Tyler Farrar.

## Palmarès
- 2006 (UV Aube, dilettanti Under 23, due vittorie)

3ª tappa Circuit des Ardennes
4ª tappa Circuit des Ardennes
1ª tappa Tour de la Manche
4ª tappa Tour de la Manche
1ª tappa Tour Alsace
- 2007 (Roubaix-Lille Métropole, una vittoria)

2ª tappa Tour du Poitou-Charentes
- 2008 (Française des Jeux, quattro vittorie)

Campionati bielorussi, Prova in linea
2ª tappa Tre Giorni delle Fiandre Occidentali (Torhout > Handzame)
2ª tappa Vuelta a Burgos
4ª tappa Vuelta a Burgos
- 2009 (Française des Jeux, sei vittorie)

Campionati bielorussi, Prova in linea
6ª tappa La Tropicale Amissa Bongo (Owando > Libreville)
1ª tappa Tour Méditerranéen (Béziers > Narbonne)
5ª tappa Tour Méditerranéen (Brignoles > Marsiglia)
2ª tappa Circuit de Lorraine
Grand Prix de la Somme
- 2010 (FDJ, cinque vittorie)

1ª tappa Tour Méditerranéen (Carcassonne > Sauvian)
3ª tappa Tour Méditerranéen (Peynier > Trets)
1ª tappa Circuit de Lorraine (Thionville > Jarny)
3ª tappa Tour de Pologne (Sosnowiec > Katowice)
2ª tappa Vuelta a España (Alcalá de Guadaíra > Marbella)
- 2011 (FDJ, quattro vittorie)

1ª tappa Étoile de Bessèges (Beaucaire > Bellegarde)
Coppa Bernocchi
2ª tappa Tour du Poitou-Charentes (Cognac > Bressuire)
Nationale Sluitingsprijs
- 2012 (FDJ, una vittoria)

Campionati bielorussi, Prova in linea
- 2014 (AG2R La Mondiale, tre vittorie)

Grand Prix de la Somme
Campionati bielorussi, Prova in linea
1ª tappa Tour de Pologne (Danzica > Bydgoszcz)
- 2015 (Bretagne-Séché Environnement, tre vittorie)

5ª tappa La Tropicale Amissa Bongo (Lambaréné > Kango)
7ª tappa La Tropicale Amissa Bongo (Port Gentil > Port Gentil)
8ª tappa La Tropicale Amissa Bongo (Libreville > Libreville)
- 2016 (Fortuneo-Vital Concept, una vittoria)

7ª tappa La Tropicale Amissa Bongo (Cap Estérias > Libreville)

### Altri successi
- 2008 (Française des Jeux)

Classifica a punti Vuelta a Burgos
- 2009 (Française des Jeux)

Classifica a punti Tour Méditerranéen
- 2010 (FDJ)

Classifica a punti Tour Méditerranéen
- 2011 (FDJ)

Classifica a punti Tour du Poitou-Charentes
Classifica generale Trittico Lombardo

## Piazzamenti

### Grandi Giri
- Giro d'Italia

2008: ritirato (7ª tappa)
- Tour de France

2009: 156º
2012: ritirato (15ª tappa)
- Vuelta a España

2010: 135º
2014: 134º

### Classiche monumento
- Milano-Sanremo

2009: 145º
2010: 149º
2011: 40º
- Giro delle Fiandre

2009: ritirato
2010: ritirato
- Parigi-Roubaix

2009: 22º
2010: 72º
2011: ritirato
2012: 41º
2013: 61º
2014: 46º
2015: ritirato
2016: ritirato

### Competizioni mondiali
- Campionati del mondo

Plouay 2000 - In linea Juniores: 14º
Lisbona 2001 - In linea Juniores: 81º
Zolder 2002 - In linea Under-23: 89º
Hamilton 2003 - In linea Under-23: riserva
Madrid 2005 - In linea Under-23: 57º
Varese 2008 - In linea Elite: ritirato
Melbourne 2010 - In linea Elite: 51º
Copenaghen 2011 - In linea Elite: 27º
Ponferrada 2014 - In linea Elite: ritirato
Richmond 2015 - In linea Elite: ritirato
Doha 2016 - In linea Elite: 31º
- Giochi olimpici

Londra 2012 - In linea: 53º